# 中国航天电子技术研究院
中国航天电子技术研究院（英語：China Academy of Space Electronics Technology, CASET）是中国航天科技集团公司旗下的一家航天电子专业大型科研生产实体。该院的前身创建于1965年，目前拥有在职员工16000余人，同时也是航天电子（上交所：600879）及火箭股份的最大股份持有者，中兴通讯及航天动力（上交所：600343）的第二大股东。